# Red Andaluza de Semillas
La "Red Andaluza de Semillas" es una red que desde 2003 promociona el uso de semillas autóctonas en la agricultura, preservando su biodiversidad

## Actividades
La red realiza distintas actividades: encuentros para intercambio de semillas, formación, etc.
Es miembro de la Red Estatal de Semillas.